# Otočić Saplun
Otočić Saplun är en ö i Kroatien.   Den ligger i länet Dubrovnik-Neretvas län, i den södra delen av landet, 300 km söder om huvudstaden Zagreb. Arean är 0,48 kvadratkilometer.
Terrängen på Otočić Saplun är platt. Öns högsta punkt är 27 meter över havet. Den sträcker sig 0,6 kilometer i nord-sydlig riktning, och 1,2 kilometer i öst-västlig riktning.